# 사쿠라이 사부로고에몬
사쿠라이 사부로고에몬(일본어: 桜井 三郎右衛門, さくらい さぶろうえもん, 1903년 12월 9일 ~ 1991년 3월 24일)은 일본의 기업인, 정치가이다. 원래 성은 오무라(大村)였다.

## 경력
- 시마네현 다이샤 정 (지금의 이즈모시)에서 태어났다. 지금의 오쿠이즈모정에 살고 있던 사쿠라이 가문의 양자가 되었다.
- 니타 정 정촌회장, 니타 정장 등을 지냈다.
- 대일본언론보국회 시마네 지부장을 지냈으며 마쓰에 소요 사건에 연루되어 반년 간 구류된 후 불기소 처분되었다.

## 참고 문헌
- 《신일본 인물 대관 (시마네 현판)》, サ행 251쪽. 인사조사통신사, 1957년.

## 같이 보기
- 마쓰에 소요 사건
- 다나베 조에몬 (22대)
- 다나베 조에몬 (23대)
- 호소다 기치조